# Pilgrimage to a Point
Pilgrimage to a Point è il secondo album da solista del musicista statunitense Robert Berry, il primo su CD, pubblicato dalla Leonardo Entertainment (catalogo LEN 6691) nel 1993.

## Tracce
1. No One Else to Blame – 6:08 (R. Berry - S. Howe)
2. You've Changed – 5:06 (R. Berry)
3. Shelter – 6:57 (C. Palmer - R. Berry)
4. Another Man – 3:50 (R. Berry)
5. The Love We Share – 5:28 (R. Berry - S. Howe)
6. The Blame – 9:21 (R. Berry)
7. The Otherside – 5:36 (R. Berry)
8. Freedom – 4:26 (R. Berry)
9. Last Ride Into the Sun – 10:15 (K. Emerson - C. Palmer - R. Berry)
10. –[1]
11. –[1]
12. –[1]
13. Roller Coasters[2]